# Hercule de Serre

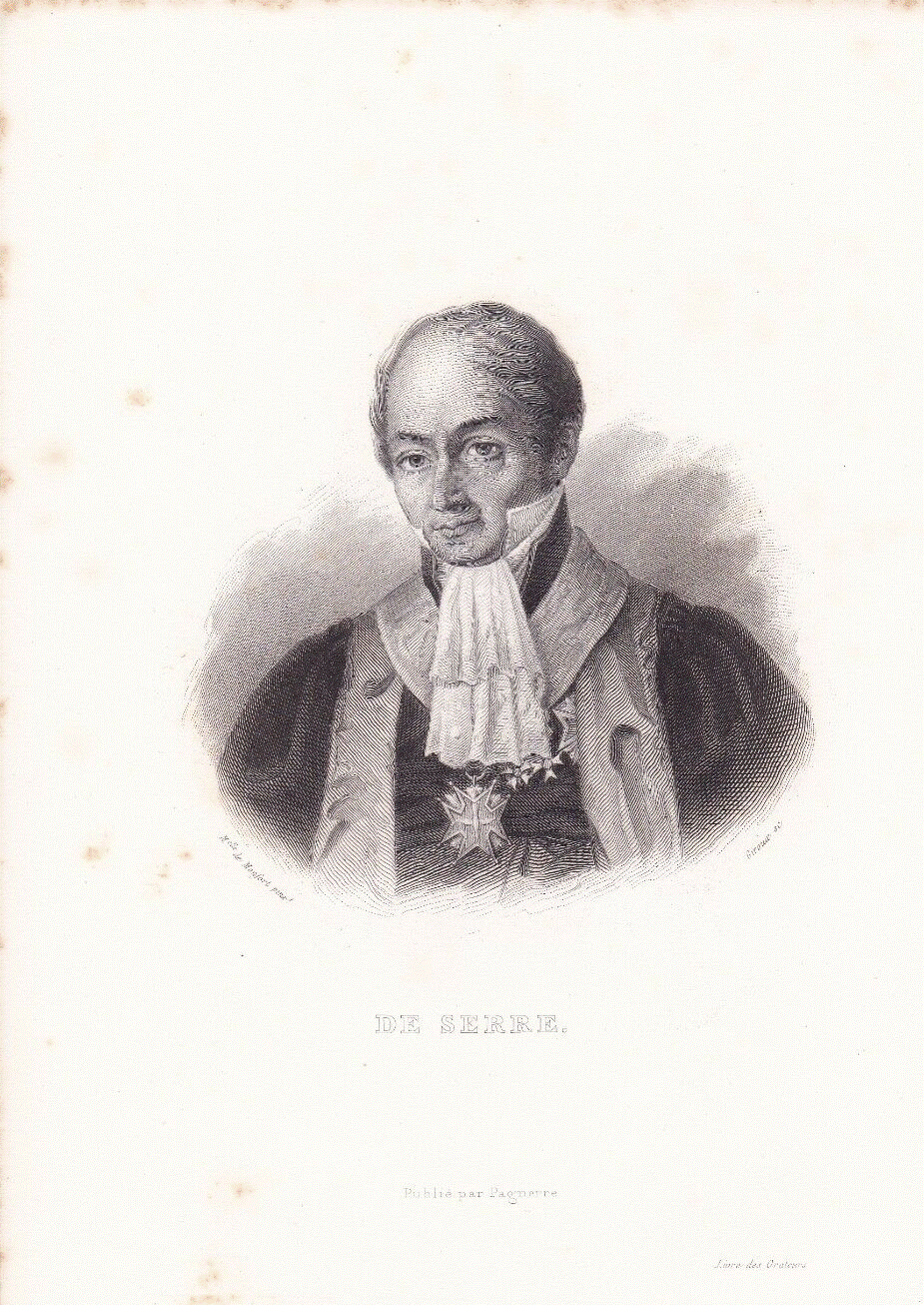
Hercule Comte de Serre

Pierre François Hercule Comte de Serre (* 12. März 1776 in Pagny-sur-Moselle; † 21. Juli 1824 in Castellammare di Stabia) war ein Jurist und Politiker.

## Leben und Wirken
Hercule Comte des Serre gehörte einer Adelsfamilie aus Lothringen an. Während der Französischen Revolution wanderte er nach Deutschland aus und schloss sich der Emigrantenarmee von Louis V. Joseph de Bourbon an, die lange Zeit von deutschem Gebiet aus operierte. 1802 ging er zurück nach Frankreich, wo er Jura studierte. Danach arbeitete er als Anwalt in Metz. Napoléon Bonaparte berief de Serre Anfang 1811 zum Generalstaatsanwalt des Kaiserlichen Gerichtshofs in Metz. Wenig später benannte er ihn zum Präsidenten des cour impériale mit Sitz in Hamburg, wo sich der Hauptsitz des Départements des Bouches de l’Elbe befand.
Der am 20. August 1811 eröffnete Hamburger Gerichtshof hatte zwei Zivilkammern, von denen de Serre die erste selbst leitete. Die zweite Kammer führte Johann Heinrich Bartels. Das Gericht hatte außerdem eine Anklagekammer für Strafsachen mit entsprechender Appellationskammer. Am 20. September übernahm de Serre als Präsident die Leitung des neu eröffneten Schwurgerichts, 1812 auch den neuen Außerordentlichen Gerichtshof für staatsgefährdende Verbrechen ohne Berufungsinstanz.
De Serre, der sich nicht explizit für Napoleon aussprach und als Anhänger der Romantik galt, wollte sich in Hamburg gerne „germanisieren“. Er kooperierte freundschaftlich mit Ambrosius Hubertus Eduard Eichhorn, der aus Trier stammte und in Hamburg als Kaiserlicher Generalstaatsanwalt wirkte. De Serre korrespondierte schriftlich und privat mit Vorgesetzten und Kollegen in Frankreich. Dabei stellte er heraus, dass die Prinzipien des französischen Rechtswesens wie Gleichheit vor dem Gesetz, mündliche und offene Verhandlungen und bürgernahe öffentliche Friedensgerichte auf kantonaler Ebene bei strikter Gewaltentrennung in Norddeutschland verhalten positiv aufgenommen wurden. Laut Helmut Coing habe man nicht direkt vom deutschen zum französischen Rechtssystem wechseln wollen.
Während der Hamburger Franzosenzeit hatte de Serre nur wenig Zeit, das französische Rechtssystem in Hamburg einzuführen. 18 Monate nach seiner Ankunft eroberte Friedrich Karl von Tettenborn mit seinen Truppen die Stadt von den Franzosen. De Serre verließ die Stadt bei dem Einmarsch im März 1813 und kehrte nach dem Abzug der Soldaten zwei Monate später zurück. Aufgrund der politischen Umstände und der Belagerung übernahm er nur noch die Zuständigkeit für die Zivilgerichtsbarkeit. Die anderen Ämter führten Louis-Nicolas Davout und der Belgier François-Joseph Beyts.
Im September 1813 reiste de Serre aus Hamburg ab, um Urlaub zu machen. Als die Gerichtsferien im November desselben Jahres beendet waren, konnte er aufgrund des Belagerungszustands nicht mehr in die Hansestadt einreisen. Er ging zurück nach Paris und setzte die Juristenlaufbahn fort. 1815 wirkte er als Gerichtspräsident in Colmar, von 1817 bis 1818 als Parlamentsabgeordneter- und Präsident, von 1818 bis 1821 als Justizminister und danach bis 1822 als Gesandter in Neapel.